# 陰麗華
陰 麗華（いん れいか）は、後漢の光武帝（劉秀）の皇后で明帝の母。諡は烈で、諡号としては夫の諡を重ねて光烈皇后（こうれつこうごう）。異母兄に陰識、同母弟に陰興・陰欣・陰就がいる。
『百美新詠図伝』によると、中国歴朝で最も名高い美人百人に選ばれている

## 生涯
劉秀と同じ南陽郡新野県出身の豪族陰氏の娘で、近隣では評判の美女として、挙兵前の光武帝も「仕官するなら執金吾、妻を娶らば陰麗華」と言ってこがれるほどであったという。更始元年（23年）に劉秀に嫁いだ。
建武元年（25年）に劉秀が光武帝として即位すると貴人として洛陽に迎えられた。しかしこの時、光武帝が後に娶った郭昌の娘である郭聖通（郭貴人）が先に男子の劉彊を産んでいた。光武帝は陰貴人を皇后に擁立したいと思うものの、陰麗華は男子を産んでいないことを理由に断った。
建武2年（26年）に劉彊は皇太子になり、郭貴人が皇后に立てられた。建武4年（28年）、陰麗華は劉荘（後の明帝）を産んだ。建武17年（41年）に、郭皇后がそのわがままな性格から、光武帝に疎まれるようになり皇后を廃されたため、陰麗華は皇后に、建武19年（43年）に劉荘は皇太子に立てられることになった。
建武中元2年（57年）に光武帝が亡くなると、劉荘が即位し、陰麗華は皇太后となる。陰麗華の生活は、皇后になってからも質素であったという。また、己の一族には政治に関与させないようにした聡明な女性でもあった。このため、唐の太宗の皇后である長孫皇后や明帝の皇后の馬皇后と並んで、中国史上でも優れた皇后の一人として称えられている。

## 子女
- 明帝 劉荘
- 東平憲王 劉蒼
- 広陵思王 劉荊
- 臨淮懐公 劉衡
- 琅邪孝王 劉京

## 登場作品
テレビドラマ
- 秀麗伝〜美しき賢后と帝の紡ぐ愛〜（2016年、中国、演：ルビー・リン）

小説
- 称好軒梅庵『光武大帝伝』2020年、日本のライトノベル、宙出版